# カシミア・ゲート駅
カシミア・ゲート駅（英語 Kashmere Gate。ヒンディー語 कश्मीरी गेट）は、インドデリーにあるデリー・メトロの駅である。
レッドライン、イエローラインとバイオレットラインの乗換駅である。当駅は、現在、HUDAシティーセンターに代わるものとして、提案されている。巨大な駅は5階建てで、レストランや、ファーストフードや、公衆電話や、トイレなどの施設がある。
| スタブアイコン | サブスタブ | この項目は、まだ閲覧者の調べものの参照としては役立たない、鉄道に関連した書きかけの項目です。この項目を加筆・訂正などしてくださる協力者を求めています（P:鉄道/PJ:鉄道）。 |